# Nicolás Rodríguez
Nicolás Santiago Rodríguez Calderón (ur. 25 kwietnia 2004 w San José del Guaviare) – kolumbijski piłkarz występujący na pozycji skrzydłowego, od 2021 roku zawodnik Fortalezy CEIF.